# Macedonio Fernández
Macedonio Fernández (n. 1 iunie 1874 - 10 februarie 1952) a fost un scriitor și filozof argentinian. Operele sale includ romane, povestiri, poezii, presă, și lucrări nu ușor de clasificat.
1. ↑  LIBRIS, 26 martie 2018, accesat în 24 august 2018